# Tomas Altamirano Duque
Tomas Altamirano Duque (10 de janeiro de 1934 - 3 de março de 2021) foi um político panamenho que serviu como primeiro vice-presidente do Panamá de 1 de setembro de 1994 a 1 de setembro de 1999, sob o presidente Ernesto Pérez Balladares. Na década de 1960, Altamirano foi preso sob acusações de fraude relacionadas à sua posição no governo. O governante militar Omar Torrijos o perdoou depois que ele passou cinco meses na prisão.
Mais tarde, ele se tornou amigo do governante militar Manuel Noriega. Em junho de 1989, Altamirano foi nomeado por Noriega para se tornar o administrador do Canal do Panamá. No entanto, em dezembro, apenas duas semanas antes da invasão dos Estados Unidos que tiraria Noriega do cargo, o presidente dos Estados Unidos, George H.W. Bush ignorou a indicação e nomeou Fernando Manfredo.
Em 1994, Altamirano tornou-se vice-presidente do Panamá no governo de Pérez Balladares. Ele foi uma das mais de 200 pessoas perdoadas pelo novo presidente por ações durante o governo de Noriega, uma ação que Pérez Balladares chamou de um passo em direção à reconciliação nacional. Altamirano era o editor do The Star and Herald da Cidade do Panamá, o mais antigo jornal em língua inglesa da América Latina até seu fechamento em 1987. O editor do jornal, o primo de Altamirano, José Gabriel Duque, acusou-o de fechar o jornal porque ele continuou a cobrir grupos de oposição após o fechamento da mídia independente no início do ano. Ele também foi diretor e editor do jornal diário em espanhol La Estrella de Panamá, que em 1989 era o maior do Panamá. O filho de Altamirano, Tomás Altamirano Mantovani, também se tornou político, servindo na Assembleia Nacional do Panamá.
Ele morreu em um acidente de carro em 1 ° de março de 2009 aos 49 anos.